# Harald Irmscher
Harald Irmscher, född den 12 december 1946 i Oelsnitz, Tyskland, är en östtysk fotbollsspelare som tog OS-brons i fotbollsturneringen vid de olympiska sommarspelen 1972 i München.